# إيكيباستوز
إيكيباستوز (بالإنجليزية: Ekibastuz)‏ هي مدينة تتبع أوبليس بافلودار . بلغ عدد سكانها 146991 نسمة في 2013 . تبلغ مساحتها 188 كيلومتر مربع .